# 百賀飛駒
百賀飛駒（英語：Cap Ferrat），是一匹在澳洲和香港出賽的賽駒，在港練馬師是呂健威。

## 經歷
出生於澳洲的「百賀飛駒」到港服役前香港中文譯名為「富麗海角」，父系及祖父馬分別為Snitzel（犀利時）及Redoute's Choice（利得精選）。母系馬則為C'est Beau La Vie，乃前香港競賽馬匹「旌暉」的同母半妹，亦即澳洲馬后「戴花」母系家族成員。因此優良血統，2022年當「富麗海角」周歲時，乃於Inglis Australian Easter Yearling Sale被古摩亞賽馬集團Tom Magnier以1,400,000澳元高價投得，並交由澳洲練馬師華禮納訓練。然而，「富麗海角」於澳洲服役時出賽13場並無勝仗，共得1亞4季的賽績，但其曾11度參與賽馬錦標，包括於國際一級賽春季冠軍錦標跑得亞軍，以及於國際一級賽玫瑰崗堅尼跑得季軍。
2024年，馬主古摩亞賽馬集團賣出「富麗海角」，並由香港馬主羅琪茵買入，隨即送往香港訓練。同年7月8日到港後，加盟呂健威馬房，中文馬名定為「百賀飛駒」。

### 2024至2025年度馬季

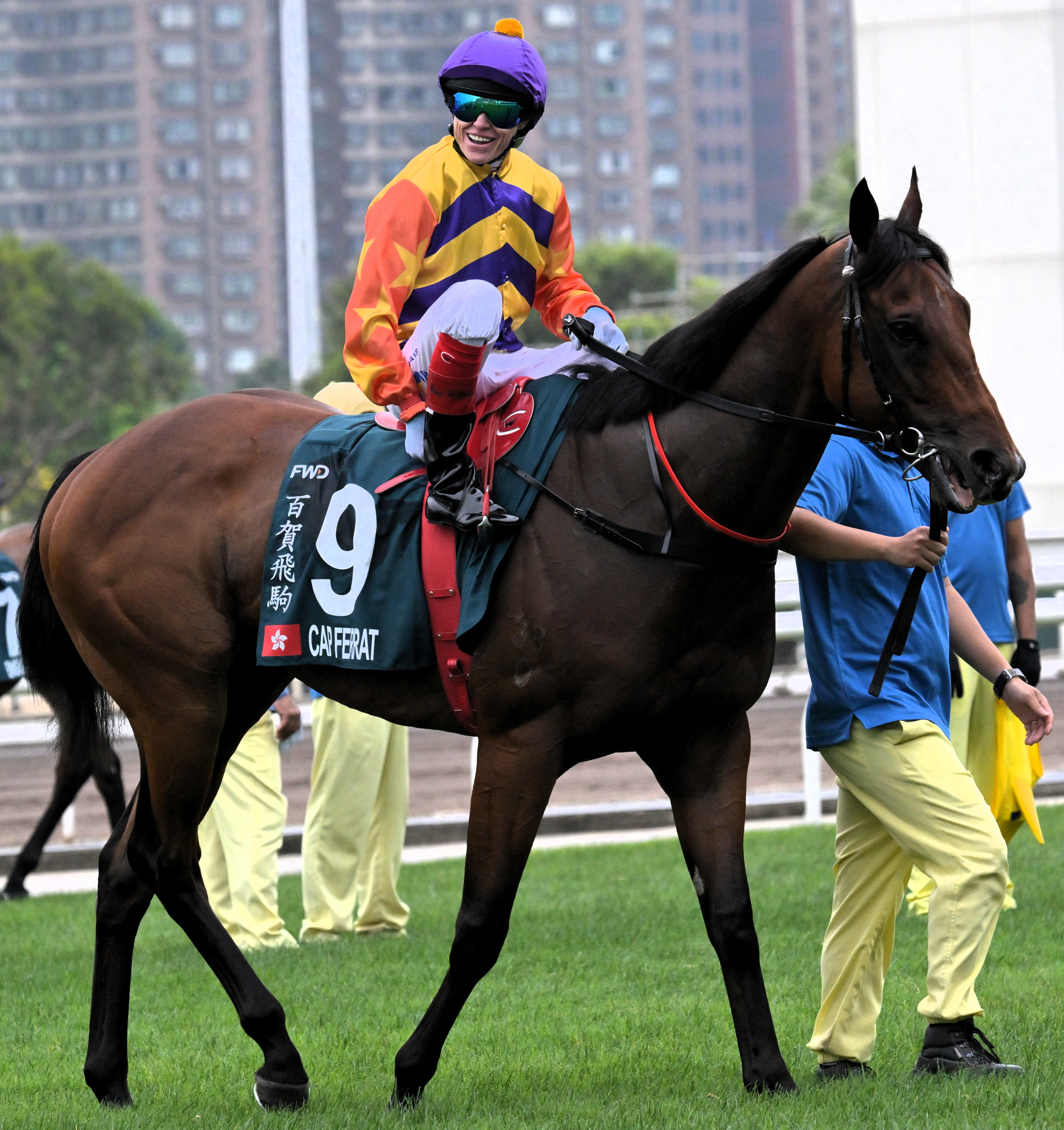
2025年4月27日，韋紀力策騎「百賀飛駒」角逐女皇盃2025（為避免與「直線力山」混淆，綵帽已更換成紫色及橙色球標記）

到港服役後，「百賀飛駒」便以80分起步，首場賽事為於2024年12月15日假沙田馬場舉行的一場三班草地1600米賽事，由何澤堯策騎，最終被「米奇」壓過並取得亞軍。
2025年1月31日，「百賀飛駒」以於香港訓練的四歲競賽馬匹資格出戰四歲馬經典賽事系列首關賽事香港經典一哩賽，評分加至83分，並同樣配上何澤堯，但最終只以第12名完成賽事。同年3月2日，「百賀飛駒」出戰四歲馬經典賽事系列次關賽事香港經典盃，騎師何澤堯因養傷而轉配韋紀力，跑得第9名。3月23日，「百賀飛駒」出戰四歲馬經典賽事系列尾關賽事香港打吡大賽，繼續由韋紀力策騎，於入直路出頭之後，最終在終點前以內檔憑短馬頭位的些微之差力壓賽事次熱門「祝願」，以26倍獨贏賠率爆冷奪得香港打吡大賽冠軍，為其自澳洲出道以來首場勝出賽事。 「百賀飛駒」也遂成為了繼1990年香港打吡大賽冠軍「有料到」後，35年來首匹贏得此殊榮的香港未勝「處女馬」。
2025年5月25日，韋紀力策騎「百賀飛駒」出戰國際一級賽香港冠軍暨遮打盃，不敵「遨遊氣泡」及「球星」，取得第三名。
2025年6月22日，「百賀飛駒」將出戰國際三級賽精英碟，但原有騎師韋紀力改配了布文。
值得一提的是，因「百賀飛駒」與「直線力山」是同一個馬主，為免出現互相混淆，兩馬出戰同一場分級賽時，「百賀飛駒」的綵帽會更換成紫色，並以橙色球作標記。

## 同父馬
曾於香港服役出賽並曾勝出大賽的同父馬包括：
- 首飾太陽：曾勝出HKG1 香港經典一哩賽（2016）、HKG1 香港經典盃（2016）、HKG3 精英盃（2016）[15]

## 在港勝出賽事全紀錄
| 比賽日期   | 賽事名稱             | 賽事班次 | 賽道 | 賽事路程 | 比賽馬場 | 名次 | 完成時間 | 騎師   |
| ---------- | -------------------- | -------- | ---- | -------- | -------- | ---- | -------- | ------ |
| 23/03/2025 | 寶馬香港打吡大賽2025 | 四歲馬   | 草地 | 2000米   | 沙田馬場 | 1    | 2:00.67  | 韋紀力 |

## 在港一級賽出賽全紀錄
| 比賽日期   | 賽事名稱         | 賽事班次 | 賽道 | 賽事路程 | 比賽馬場 | 名次 | 完成時間 | 騎師   |
| ---------- | ---------------- | -------- | ---- | -------- | -------- | ---- | -------- | ------ |
| 27/04/2025 | 富衛保險女皇盃   | G1       | 草地 | 2000米   | 沙田馬場 | 5    | 2:00.98  | 韋紀力 |
| 25/05/2025 | 渣打冠軍暨遮打盃 | G1       | 草地 | 2400米   | 沙田馬場 | 3    | 2:27.30  | 韋紀力 |

## 外部連結
- .   [2025-03-23].